# Hans Cloos
Hans Cloos (* 8. November 1885 in Magdeburg; † 26. September 1951 in Bonn) war Geologie-Professor in Breslau und Bonn. Europaweit bekannt wurde er als Autor eines Lehrbuchs (1936) und der umfangreichen Monographie Gespräch mit der Erde (1947), durch deren klare Sprache und selbstgezeichnete Abbildungen die Geologie auch der Allgemeinheit verständlich wurde.

## Familie
Hans Cloos wurde als Sohn des Regierungsbaurates Ulrich Cloos und seiner Ehefrau Elisabeth, geb. Heckel, in Magdeburg geboren. 1911 heiratete er Elisabeth Grüters, aus dieser Ehe gingen vier Kinder hervor. 1932 trennte sich Cloos von seiner Frau Elisabeth und heiratete Frieda Grüters, geborene Schwab, die verwitwete Schwägerin seiner Frau. Kurz vor seinem 66. Geburtstag erlag Cloos einer schweren Herzerkrankung.

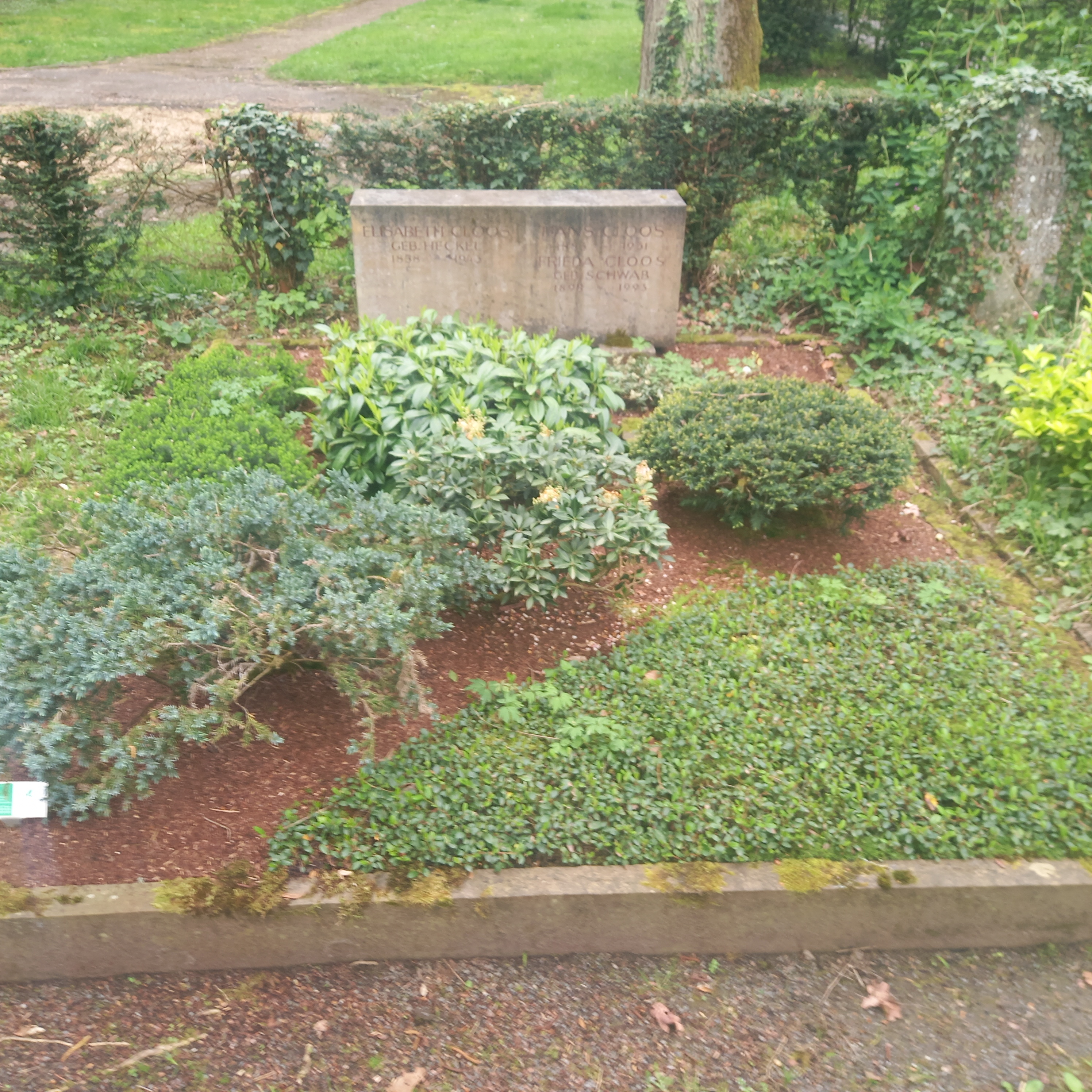
Das Grab von Hans Cloos und seiner Ehefrau Frieda geborene Schwab auf dem Poppelsdorfer Friedhof in Bonn

## Leben
Als Zweijähriger zog Cloos mit seinen Eltern auf das großväterliche Gut in Kleinblittersdorf bei Saarbrücken, woher seine Mutter stammte. In Saarbrücken wurde Cloos eingeschult. Als 13-Jähriger besuchte er für ein Jahr die Knabenanstalt der evangelischen Herrnhuter Brüdergemeine in Königsfeld im Schwarzwald. Im Jahre 1901 musste er als damals 16-Jähriger nach Köln umziehen, weil sein Vater dorthin versetzt wurde. Hier besuchte er das Gymnasium Kreuzgasse bis zur Reifeprüfung im Jahr 1905. Cloos zeigte während der Schulzeit in Köln eine hohe Begabung für Sprachen und Cellospiel. Seine Mutter war eine künstlerisch und musikalisch hochbegabte Frau, die diese Begabung auf ihren Sohn übertrug. Dieser hatte zusätzlich eine hohe zeichnerische Begabung. Durch diese vielseitigen Begabungen fiel es ihm nicht leicht, eine seiner Eignung entsprechende Berufswahl zu treffen.
1905 begann er ein Studium der Architektur an der RWTH Aachen.
Durch sein ausgeprägtes Interesse für Naturwissenschaften entschied er sich, insbesondere nach einem Gespräch mit dem Geologen Eduard Holzapfel (1853–1913), sein Studium insgesamt auf die Geologie zu verlegen. Noch im gleichen Jahr wechselte er an die Universität Bonn. Im Mai 1906 wechselte an die Universität Jena, um unter anderem bei Johannes Walther Vorlesungen zu hören. Zu dieser Zeit starb sein Vater in Köln, seine Mutter zog daraufhin in den Schwarzwald, was ihn veranlasste, zu seiner Mutter zu ziehen, um diese als ältester Sohn besser unterstützen zu können. Er ließ sich an der Universität Freiburg immatrikulieren, um bei Gustav Steinmann (ein Semester bis zu dessen Weggang nach Bonn) und Wilhelm Deecke sein Studium fortzusetzen. Bei diesem promovierte Cloos 1910 mit dem Thema „Tafel- und Kettenland im Basler Jura“.
Nach dem Studium verschaffte ihm sein Onkel die Möglichkeit zu einer Forschungsarbeit im damaligen Deutsch-Südwestafrika. Dort konnte Cloos seine im Studium erworbenen Kenntnisse in der Praxis vertiefen und unter anderem den Granitstock des Erongo-Gebirges erforschen.
1911 nahm er von einer US-Tochtergesellschaft der Standard Oil Company einen Zweijahresvertrag an, um erdölgeologische Erkundungen auf Java und Borneo durchzuführen. Erdöl wurde damals noch nicht mit Reflexionsseismik gesucht, sondern durch geologische Oberflächenkartierung. In diesen zwei Jahren gewann Cloos ungewöhnlich reiche praktische Erfahrung in der Lagerstättenkunde, der Prospektion und der Exploration.
1914 habilitierte sich Cloos in Marburg als Privatdozent bei Emanuel Kayser mit der Arbeit „Jura-Ammoniten aus dem Molukkengebiet“. Während dieser Zeit arbeitete er am Harzrand bei Goslar. Es gelang ihm nachzuweisen, dass das Auftreten von Kreidekeilen, die in überkippten Jurakalken stecken, eine Folge der Biegeverformungen während der Harzauffaltung war. Im Ersten Weltkrieg arbeitete er in Schlesien bei Krupp-Bergbau für die Rohstoffversorgung mit Nickel, der für die Stahlherstellung wichtig war. 1917 wurde ihm die Vertretung der Breslauer Geologie-Professur übertragen.
1919 erhielt Cloos mit 34 Jahren den durch den Tod von Fritz Frech freigewordenen Lehrstuhl für Geologie an der Universität Breslau. In den Folgejahren fand Cloos in Schlesien ein Gebirge vor, das aus ähnlichem Granit aufgebaut war wie jener im afrikanischen Erongo. Diese Granite erforschte er mehrere Jahre, um die Frage der Bewegungsspuren zu klären. Es gelang ihm nach jahrelangen Beobachtungen und Messungen, die Bewegungsvorgänge erstarrter Intrusivkörper zu rekonstruieren. Diese von ihm entwickelten und angewandten Methoden wurden in der nachfolgenden Literatur als „Granittektonik“ bezeichnet. 1926, als damals 41-jähriger Professor, wurde Cloos als Nachfolger von Gustav Steinmann an die Universität Bonn berufen. Von dort unternahm er ab 1927 Forschungsreisen nach Nordamerika. Dort stellte er fest, dass der riesige Granitpluton der Sierra Nevada dieselben Bauelemente und gleichen Aufbau wie der kleinere Granitstock des Riesengebirges hat. Ferner besuchte er auf seinen Amerikareisen den Grand Canyon in Colorado und den Meteorkrater von Arizona.
Von Bonn aus unternahm er Studienreisen in die skandinavischen Länder. Hieraus resultierte sein Werk „Bau und Bewegung der Gebirge in Nordamerika, Skandinavien und Mitteleuropa“.
In weiteren Forschungsarbeiten begann Cloos, den Verwerfungen des Oslograbens, insbesondere den Grenzen gegeneinander bewegender Schollen der Erdkruste nachzugehen. Diese Forschungsarbeiten waren der Beginn seiner jahrelangen Beschäftigung mit den Problemen der Verwerfungen und Gräben, zu deren Verständnis er in dem folgenden Jahrzehnt durch Geländebeobachtungen und tektonische Experimente viel beitrug. In Bonn führte Cloos Experimente mit nassem Ton durch, um daran Gebirgsbewegungen zu simulieren. Dabei stellte er fest, dass die Verformung des Tons bei langsamer Deformation an den Scherflächen und Spalten erfolgt, analog den Grabenzonen der Erdkruste.
Das nahe Bonn gelegene Siebengebirge nutzten Cloos und sein jüngerer Bruder Ernst Cloos (ebenfalls ein international tätiger Geologe und Professor an der Johns Hopkins University) oft als Ausflugsziel für ihre geologischen Erkundungen. Hans Cloos erforschte speziell den Aufbau der Erdkruste in der Struktur von Vulkaniten im Siebengebirge. Dabei zeigten sorgfältige Messungen und Beobachtungen, dass die Lage des Schlotes und die Form des Schmelzenaufstieges sich in der Anordnung der aus der Tiefe mitgebrachten Kristalle abgebildet hat. Hans Cloos war durch seine Forschungsergebnisse in der Lage, anhand der im Gestein abgekühlten Feldspäte, als Sanidine bezeichnet, die ehemalige Form des Drachenfels zu rekonstruieren. Er konnte beweisen, dass sich die Sanidine in der Fließrichtung des Magma abkühlten. Anhand dieser Erkenntnisse wurde es möglich, die ehemalige Höhe des Drachenfels zu errechnen, welche etwa 80 Meter höher war als die heutige.
Von 1938 bis 1951 war er als Chefredakteur der Geologischen Vereinigung e. V. tätig. Seine große schriftstellerische Fähigkeit verhalf der Geologischen Rundschau zu überdurchschnittlichem Niveau und internationalem Ansehen.

## Mitgliedschaften
Hans Cloos wurde noch im Gründungsjahr 1912 Mitglied der Paläontologischen Gesellschaft.
1933 wurde er Vorsitzender der Geologischen Vereinigung e. V. 1947 wurde er zum korrespondierenden Mitglied der Göttinger Akademie der Wissenschaften gewählt.

## Auszeichnungen
- 1925 wurde er zum Mitglied der Leopoldina gewählt.
- 1948 verlieh ihm die Geological Society of America ihre höchste Auszeichnung, die Penrose-Medaille[5]
- 1948 erhielt Cloos von der Deutschen Geologischen Gesellschaft die Leopold-von-Buch-Plakette.[6]
- 1949, kurz vor Gründung der DDR, wurde Cloos im August durch die Verleihung des Nationalpreises II. Klasse für Wissenschaft und Technik gewürdigt.[6]
- 1976 wurde der Dorsum Cloos, ein 100 Kilometer langer Bergrücken auf dem Erdmond, nach ihm benannt.
- 1985 wurde der Cloosberg in der Antarktis nach ihm benannt.

## Gedenktafel

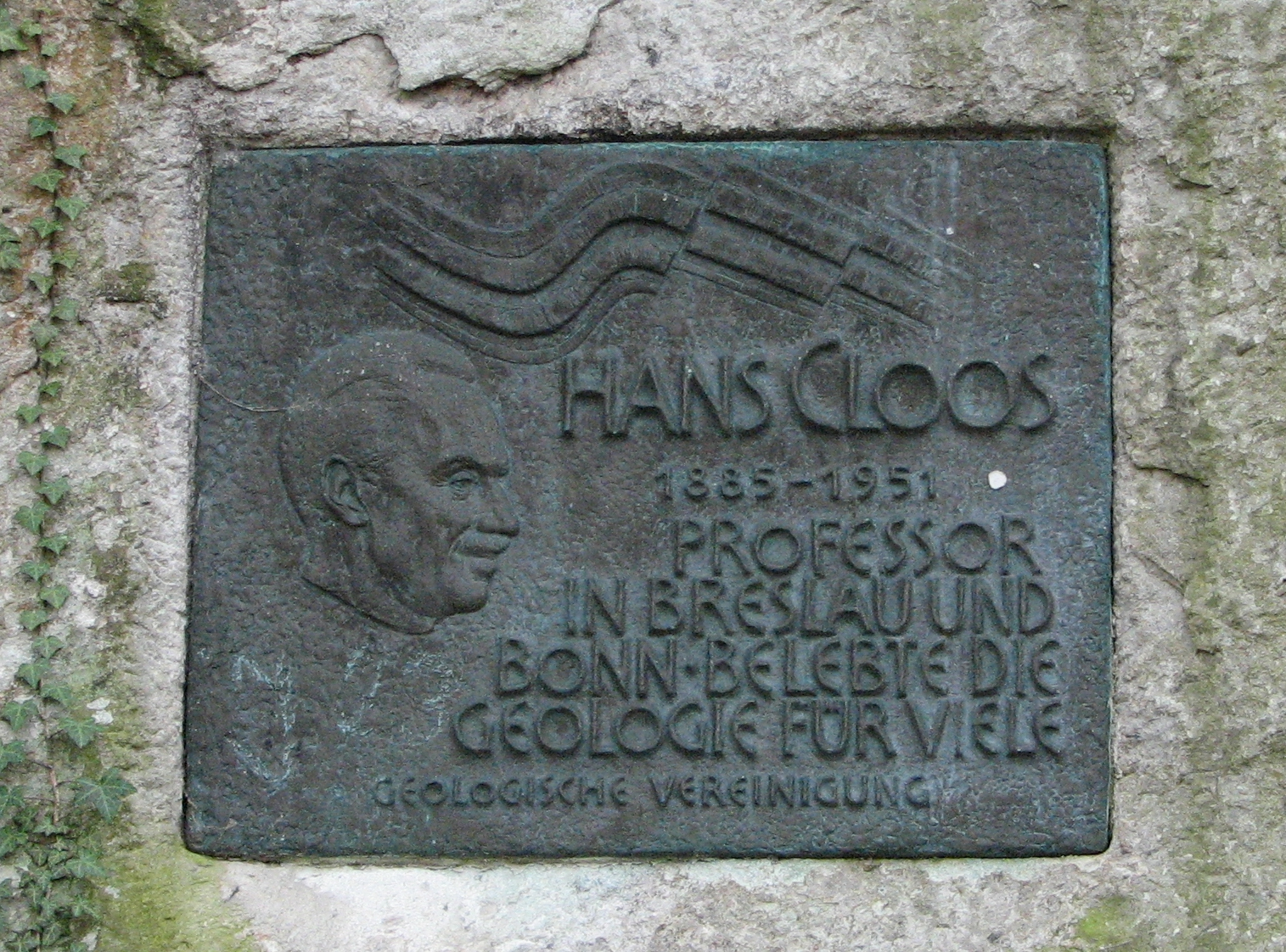
Gedenktafel Hans Cloos

Zur Ehrung von Hans Cloos wurde am Drachenfels, dem von ihm erforschten Vulkandom bei Bonn, eine Gedenktafel angebracht, worauf zu lesen steht:
HANS CLOOS

1885 - 1951

PROFESSOR IN BRESLAU UND BONN

BELEBTE DIE GEOLOGIE FÜR VIELE

Geologische Vereinigung

## Hans-Cloos-Preis
Die Geologische Vereinigung e. V. in Mendig vergibt jährlich seit dem Jahre 2000 den Hans-Cloos-Preis an den wissenschaftlichen Nachwuchs. Dieser Preis wird während der Jahrestagung, aber nicht zwangsläufig jährlich, an Geowissenschaftlerinnen und Geowissenschaftler verliehen, die in der Regel nicht älter als 35 Jahre sind und durch eine herausragende, eigenständige, international publizierte wissenschaftliche Leistung in den Wissenschaften der festen Erde oder durch einen hervorragenden Beitrag zur Darstellung geowissenschaftlicher Inhalte sich hervorgetan haben. Vorschläge sollten bis zu vier Monate vor der Jahrestagung erfolgen. Nach Einholen des Gutachtens einer unabhängigen Persönlichkeit wird der Preis in Höhe von 10.000 Euro auf einstimmigen Beschluss des engeren Vorstandes verliehen.

## Schriften
Unter seinen vielen Publikationen hervorzuheben sind Pionierarbeiten zur Granit-Tektonik, zum tiefen Vulkanismus und v. a. seine Hypothese zur Bildung der Kontinente, die ihn allerdings zum Gegner Alfred Wegeners machte.
1936 vollendete er sein Lehrbuch „Einführung in die Geologie“, das viele von Cloos selbst gezeichnete, besonders anschauliche Abbildungen enthält. 1947 veröffentlichte Cloos sein Buch „Gespräch mit der Erde“, das 1953 auch ins Englische übersetzt wurde. Spätestens mit diesem Buch wurde er weltweit bekannt als ideenreicher Geologe, der die Entstehung von Graniten und Vulkanen neu betrachtet und unverwechselbar gezeichnet hat. Das Buch hat auch in der Taschenbuchausgabe von 1959 weit über die Fachgrenzen hinaus Menschen für die spröde Umwelt der Minerale und Gesteine begeistert. Die langsamen, aber seit Urzeiten unbeirrbar ablaufenden Bewegungsvorgänge in der Erdkruste hat er auf vielen Reisen studiert und teilt sie dem Leser erlebnisdicht mit. Dieses Buch hat durch seinen oft persönlichen Stil und vor allem durch seine Zeichnungen der Geologie viele Interessenten gewonnen.
Veröffentlichungen auf einen Blick:
- 1910 Tafel- und Kettenland im Basler Jura.(N.Jb.f.Min.B.Bd.30, Stuttgart 1910)
- 1911 Geologie des Erongo im Hererolande.(Vorl.Mitt.Beitr.z.geol.Erf.d.Dt.Schutzgeb.,H.3,Berlin 1911)
- 1911 Geol. Beobachtungen in Südafrika: I. Wind und Wüste im Deutschen Namalande. (N. Jb. f. Min. usw., B. Bd. 32, Stuttgart 1911)
- 1912 Bilder aus Deutsch-Südwest-Afrika.(Köln.Ztg.Nr,183,193,224,Köln 1912)
- 1913 Durchschmelzung an südafrikanischen Graniten.(Z. Deutsch. Geol. Ges.65, Monatsber. Nr. 8/10, Berlin 1913)
- 1914 Kreuzschichtung als Leitmittel in überfalteten Gebirgen.(Z. f. prakt. Geol., Jahrg. 1914, Berlin 1914)
- 1915 Eine neue Störungsform. (Geol.Rundsch. 6, Berlin 1915)
- 1915 Geol. Beobachtungen in Südafrika. III: Die vorkabonischen Glazialbildungen des Kaplandes. (Geol. Rundsch. 6, Berlin 1915)
- 1916 Zur Entstehung schmaler Störungszonen.(Geol.Rundsch.7, Berlin 1916)
- 1916 Tektonische Probleme am Nordrand des Harzes.(Geol. Rundsch.7, Berlin 1916)
- 1916 Doggerammoniten aus Molukken.(Verl.Schweizerbart, Stuttgart 1916)
- 1918 Über die Raumbildung plutonischer Massen. (Z.Deutsch.Geol.Ges. 70, Berlin 1919)
- 1918 Zur Wünschelrutenfrage.(Z.f.Min.usw., Jahrg. 1918, Stuttgart 1918)
- 1918 Geol. Beobachtungen in Südafrika. IV. Granite des Tafellandes und ihre Raumbildung.(N.Jb.f.Min.B.Bd.42, Stuttgart 1918)
- 1919 Der Erongo – (Beiträge zur geol.Erf.d.Deutsch.Schutzgeb., H. 17, Berlin 1919)
- 1920 Geologie der Schollen in schlesischen Tiefengesteinen. (Abh. Pr. Geol. L. A., N. F., H. 81, Berlin 1920)
- 1921 Der Mechanismus tiefvulkanischer Vorgänge. (Samml.Vieweg, Braunschweig 1921, Digitalisat)
- 1921 Granit und Gebirgsbildung in Deutschland. („Kölnische Zeitung“ vom 8. September 1921)
- 1921 Bau und Bodenschätze Osteuropas. (H.Cloos und E.Meister, Verl.B.G.Teubner, Leipzig 1921)
- 1921 Der Mechanismus tiefvulkanischer Vorgänge. (Die Umschau, Nr. 27, Frankfurt 1921)
- 1922 Tektonik und Magma – Untersuchungen zur Geologie der Tiefe. (Abh. Pr. Geol. L. A., N. F., H. 89, Berlin 1922)
- 1922 Der Gebirgsbau Schlesiens und die Stellung seiner Bodenschätze. (Verl. Borntraeger, Berlin 1922)
- 1923 Das Batholithenproblem. (Fortschr. d.Geol.u.Pal.H.1, Berlin 1923, Digitalisat)
- 1923 Was liegt unter dem Granit? (Die Naturwissenschaften, Berlin 1923)
- 1923 Kurze Beiträge zur Tektonik des Magmas. (Geol.Rundsch.14, Berlin 1923)
- 1924 Granitgeologie und Lagerstätten. (Z.Stahl u. Eisen, 1924, Nr.4, Düsseldorf 1924)
- 1924 Bau und Oberflächengestaltung des Riesengebirges in Schlesien. (Geol.Rundsch.15, Berlin 1924)
- 1925 Einführung in die tektonische Behandlung magmatischer Erscheinungen (Granittektonik) – Das Riesengebirge in Schlesien. (Verlag Borntraeger, Berlin 1925)
- 1926 Zur Kritik der Granittektonik. (Z.f.Min.usw., Jahrg. 1926, Abt. B, Stuttgart 1926)
- 1927 Zur Frage des Deckenbaues in Schlesien und im Fichtelgebirge. (Geol. Rundsch.18, Berlin 1927)
- 1927 Zur Tektonik alpiner Granitplutone. (Geol.Rundsch.18, Berlin 1927)
- 1927 Die Plutone des Passauer Waldes. (Monogr.z.Geol.u.Pal.,Serie II, H.3, Berlin 1927)
- 1927 Die Quellkuppe des Drachenfels am Rhein. Ihre Tektonik und Bildungsweise. (Hans & E. Cloos, Z. f. Vulkan. 11, Berlin 1927)
- 1927 Das Strömungsbild der Wolkenburg im Siebengebirge. (Hans & E.Cloos, Z.f.Vulkan. 11, Berlin 1927)
- 1928 Zur Terminologie der Plutone. (Fennia 50, Nr.2, Helsingfors 1928)
- 1928 Über antithetische Bewegungen. (Geol. Rundsch. 19, Berlin 1928)
- 1928 Experimente zur inneren Tektonik. (Z.f.Min.usw., Jahrg. 1928.Abt. B, Stuttgart 1928)
- 1928 Bau und Bewegung der Gebirge in Nordamerika, Skandinavien und Mitteleuropa. (Fortschr. Geol.u.Pal. 7, H.21, Berlin 1928)
- 1928 Structure of the Sierra Nevada Intrusive in a Cross-section from Yosemite Valley to Mono Lake California. (Bull.Geol.Soc.America 37, New York 1928)
- 1929 Zur Mechanik der Randzone von Gletschern, Schollen und Plutonen. (Geol. Rundsch.20, Berlin 1929)
- 1929 Künstliche Gebirge. (Natur u.Museum,Senckenbg.Naturf.Ges., H.5, Frankfurt 1929)
- 1929 Die jungen Plateaugranite in Südwestafrika. (C.f.Min., Jahrg. 1929, Abt. A, Stuttgart 1929)
- 1929 Untersuchungen über Gebirgsbildung. (Forschung u. Fortschritte, Berlin 1929)
- 1930 Tektonische Experimente und die Entstehung von Bruchlinien. („Rift Valleys“). (Compte Rendu 2, XV.Intern.Geol.Congr.South Africa, Pretoria 1930)
- 1930 Alter und Verband der jungen Granite in Südwest-Afrika. (Vortrag XV. Intern. Geol. Congr. South Africa, Pretoria 1930)
- 1930 Aufgaben und Methoden heutiger Geologie. (Bonner Mitt., Bonn 1930)
- 1930 Geology Today. (Pomona Coll.Mag.19, Claremont, Calif. 1930)
- 1930 Künstliche Gebirge II. (Natur u. Museum, Senckenbg.Naturf.Ges.H.6, Frankfurt 1930)
- 1930 Zur experimentellen Tektonik. Vergleichende Analyse dreier Verschiebungen. (Geol.Rundsch.21, Sitz Berlin 1930)
- 1930 Zur experimentellen Tektonik I. Methodik und Beispiele. (Naturwissenschaften 18, Berlin 1930)
- 1931 Zur experimentellen Tektonik II. Brüche und Falten (Naturwissenschaften 19, Berlin 1931)
- 1931 Fließen und Brechen in der Erdkruste und im geologischen Experiment. (Plast.Mass.in Wissensch.u.Techn. H.1, Troisdorf 1931)
- 1931 Der Brandberg. (Hans Cloos & K.Chudoba, N.Jb.f.Min.,B.Bd. 66, Abt. B, Stuttgart 1931)
- 1931 Alfred Wegener. („Kölnische Zeitung“ vom 21. Mai 1931)
- 1931 Einige Versuche zur Granittektonik. (N.Jb.f.Min.,B.Bd.64,Abt.A, Stuttgart 1931)
- 1932 Der Gang einer Falte. Einige Beobachtungen über Klüftung und Schieferung im Zusammenhang mit Faltung. (H.Cloos & H.Martin, Fortschr. d. Geol.u.Pal.Bd.11, H.33, Berlin 1932)
- 1932 Zur Mechanik großer Brüche und Gräben. (C.f.Min., Jahrg. 1932, Stuttgart 1932)
- 1933 Über Biegungsbrüche und selektive Zerlegung. (Vortrag Frankfurt a. M., Geol.Rundsch.24, Berlin 1933)
- 1933 Wie sag ich´s meinen Fachgenossen? (Geol. Rundsch. 24, Berlin 1933)
- 1933 Vom XVI. Internationalen Geologenkongreß. (Geol. Rundsch. 24, Berlin 1933)
- 1933 Über Bau und Bewegung in Nordamerika. Ein Nachtrag. (Geol.Rundsch. 24, Berlin 1933)
- 1933 Zur tektonischen Stellung des Saargebietes. (Z.Deutsch.Geol.Ges. 85, Berlin 1933)
- 1934 Zur Mechanik der nordamerikanischen Uplifts. (Geol. Rundsch. 25, Berlin 1934)
- 1934 Eine gerichtete Kontaktbreccie am Basaltstock der kleinen Schneegrube im Riesengebirge. (H.Cloos & H.Korn, Geol.Rundsch.25, Berlin 1934)
- 1934 Zur Geologie des Rheinlandes. (Jahresber.Deutsch.Forstverein 1934)
- 1935 Die Kartierung des Grundgebirges in Südwestafrika. Mit Beobachtungen zur Tiefentektonik von Faltengebirgen. (Geol.Rundsch.26, Stuttgart 1935)
- 1935 Geologische Gemeinschaftsarbeit. Einige Eindrücke und Erfahrungen. (Geol. Rundsch.26, 1935)
- 1935 Plutone und ihre Stellung im Rahmen der Krustenbewegungen. (Report of XVI. Intern.geol.Congr. 1, Washington 1933)
- 1936 Einführung in die Geologie – Ein Lehrbuch der Inneren Dynamik (Gebr. Borntraeger 1936)
- 1936 Zur Gegenwartsbedeutung der Geologie. (Geol. Rundsch. 27, Stuttgart 1936)
- 1936 Ein geologiegeschichtlicher Ausflug. (Geol. Rundsch. 27, Stuttgart 1936)
- 1936 Erde und Mensch. (Natur und Volk, Frankfurt 1936)
- 1937 Südwestafrika. Reiseeindrücke 1936. (Geol. Rundsch. 28, Stuttgart 1937)
- 1937 Geologische Experimente über Erdkrustenbewegungen und Gebirgsbildungen. (Reichsstelle f. Unterrichtsfilm, zum Hochschulfilm Nr. C 162, Berlin 1937)
- 1937 Zur Großtektonik Hochafrikas und seiner Umgebung. Eine Fragestellung. (Geol. Rundsch. 28, Stuttgart 1937)
- 1937 Fortschritt in der Kartierung von Transvaal. (Geol. Rundsch. 28, Stuttgart 1937)
- 1938 Plutonismus. (Geol. Jahresber.1, Berlin 1938)
- 1938 Geologie auf Briefmarken. (geol.Rundsch.29, Stuttgart 1938)
- 1938 Primäre Richtungen in Sedimenten der rheinischen Geosynkline. (Geol. Rundsch. 29, Stuttgart 1938)
- 1938 Geologisch Zeichnen! (Geol.Rundsch. 29, Stuttgart 1938)
- 1939 Zur Einteilung und Benennung der Plutone. (H.Cloos & A.Rittmann, Geol. Rundsch. 30, Stuttgart 1939)
- 1939 Zur Morphologie, Systematik und Entwicklungsgeschichte der Vereinskurve. (Geol. Rundsch. 30, Stuttgart 1939)
- 1939 Zur Tektonik der Ostküste von Grönland. (Mitt.Naturf.Ges.Schaffh.16, Schaffhausen 1939)
- 1939 Hebung – Spaltung – Vulkanismus. (Geol. Rundsch. 30, Stuttgart 1939)
- 1939 Zur Methodik der transatlantischen Rekonstruktionen. (Geol.Rundsch.30, Stuttgart 1939)
- 1939 Zur Tektonik der Azoren. (Abh.preuß.Akad.Wiss., Phys.-math. Kl. 1940 Nr. 5, Berlin 1939)
- 1940 Der Stein der Weisen. (Geol.Rundsch. 31, Stuttgart 1940)
- 1940 Berge wachsen sehen. (Geol. Rundsch. 31, Stuttgart 1940)
- 1940 Ein Blockbild von Deutschland. Erläuterung zu einer Tafel. (Geol. Rundsch. 31, Stuttgart 1940)
- 1940 Alte Steinbrüche. (Geol. Rundsch. 31, Stuttgart 1940)
- 1940 Kleine Erinnerungen an Waldemar C. Brögger. (Geol. Rundsch. 31, Stuttgart 1940)
- 1940 Kampf um die Fläche. (Geol. Rundsch. 31, Stuttgart 1940)
- 1940 Gruß an Finnlands Staatsuniversität. Aus Anlaß ihres 300jährigen Bestehens. (Geol.Rundsch. 31, Stuttgart 1940)
- 1940 Über Achsenrampen. (Geol. Rundsch. 31, Stuttgart 1940)
- 1940 Die Maare der Eifel. (Rhein.Heimatpflege 12, Düsseldorf 1940)
- 1941 Geologie und Geopraxis. (Geol. Rundsch. 32, Stuttgart 1941)
- 1941 Axiale Unruhe und Erzgänge im Faltengebirge – Eine Bemerkung zu der Doktorarbeit von Jakob Andres. (Geologische Rundschau 32, Stuttgart 1941)
- 1941 Geologie auf Briefmarken II. (Geol. Rundsch. 32, Stuttgart 1941)
- 1941 Erdkern und Erdkreis. (Geol.Rundsch.32, Stuttgart 1941)
- 1941 Der Geologische Lehrstuhl der Universität Neuenburg in der Schweiz. (Geol. Rundsch. 32, Stuttgart 1941)
- 1941 Bau und Tätigkeit von Tuffschloten. (Geol. Rundsch. 32, Stuttgart 1941)
- 1941 Plutonismus. (Geol. Jahresber. 3A, Berlin 1941)
- 1941 Außeralpidische Tektonik. (Geol. Jahresber.3A, Berlin 1941)
- 1942 Kampf um Nordafrika. (geol.Rundsch. 33, Stuttgart 1942)
- 1942 Wie entsteht ein Rundschauheft. (Geol. Rundsch. 33, Stuttgart 1942)
- 1942 Tektonische Bemerkungen über den Boden des Golfes von Aden. (Geol. Rundsch.33, Stuttgart 1942)
- 1943 Warum Geologie. (H.Cloos, S.v.Bubnoff, G.Wagner, Aus Beitr. z. Geol. von Thüringen 7, Jena 1943)
- 1944 Geologie. (Sammlung Göschen Band 13, Berlin 1944)
- 1944 Der schwerste Stein und der härteste Kristall. (Rhein.-Westf. Zeit. v. 26. März 1944)
- 1944 Goldland Ophir. (Rhein.-Westf. Zeit. v. 7. Mai 1944)
- 1947 Der Basaltstock des Weilberges im Siebengebirge. Worte zu einer Bildtafel. (Geol. Rundsch. 35, Stuttgart 1947)
- 1947 Grundschollen und Erdnähte. Entwurf eines konservativen Erdbildes. (Geol. Rundsch.35, Stuttgart 1947)
- 1947 Gespräch mit der Erde. (populärwissenschaftlich, Verlag R. Piper & Sohn, 1. Aufl., München 1947)
- 1948 Ground Blocks of the Continents and Ocean Bottoms. (Nature 161, 1948)
- 1948 Bildung eines Scheitelgrabens im Eise. (Geol. Rundsch.36, Stuttgart 1948)
- 1948 Die Grundschollen der Festländer und Meere. (Mitt.d.Naturf.Ges.Bern, N.F. 6, Bern 1948)
- 1948 Geologorum Conventus XVIII. (Geol. Rundsch. 36, Stuttgart 1948)
- 1948 Gang und Gehwerk einer Falte. (Z.Deutsch.Geol.Ges. 100, Stuttgart 1948)
- 1949 Über das Alter der Brüche im gefalteten Jura des Elsaß und der Schweiz. (Geol. Rundsch. 37, Stuttgart 1949)
- 1949 Gespräch mit der Erde. (Verlag Piper&Sohn, 2. Auflage, München 1949)
- 1950 Die ostafrikanischen Gräben. (Geol. Rundsch. 38, Stuttgart 1950)
- 1950 Der Schwarzwald. (Mitt. Naturf. Ges. Schaffh. 24, Schaffhausen 1950)
- 1951 Gespräch mit der Erde. (Verlag Piper&Sohn, 3. Auflage, München 1951)